# Площадь Ленина (Салават)
Площадь Ле́нина (башк. Ленин майҙаны) — главная площад Салавата и одна из первых в городе.

## История
Застройка площади Ленина началась в 1958 году как главной площади Салавата. На площади были построены здания городской администрации, центральные гостиница и библиотека, крупнейший в Башкирии Дворец культуры Нефтехимик. За памятником Ленину в 70-годах был бассейн. Теперь там разбита клумба с цветами.
Площадь застроена в основном кирпичными 2-3 этажными домами. В разное время в центре площади был цветник, памятник В. И. Ленину, металлический монумент.
В 50-80-е годы на площади проводились парады и демонстрации трудящихся. Трибуны для руководителей и приглашённых на демонстрацию находились перед зданием администрации. Трибуны вначале были деревянные, потом бетонные. Позже трибуны были снесены. В настоящее время на площади проводятся концерты, ярмарки, праздники города.
Зимой каждый год в центре площади ставится ёлка, устанавливаются ледовые фигуры.

## Транспорт
По площади Ленина ходят маршрутные такси и автобусы автоколонны № 1375 и иных коммерческих перевозчиков:
- № 1
- № 5
- № 6

Движение транспорта по площади происходит против часовой стрелки.

## Примечательные здания и сооружения
- Дворец культуры Нефтехимик. Здание является памятником архитектуры второй половины XX века. Выполнена в стиле эклектика.
- Здание центральной библиотеки Салавата в форме латинской буквы L. Помещения библиотеки имеют полуциркульные окна, выходящие на площадь.
- Гостиница Урал с жилыми корпусами (всего 4 корпуса). Примечательны четырёхэтажные корпуса зданий № 1 и 2, создающие оформление въезда на улицу Первомайскую. Оба здания имеют венчающие карнизы с сухариками. Здание гостиницы оформлено полуциркульными окнами второго этажа, балюстрадой, длинным балконом, утопленными окнами с колоннами на третьем этаже. Симметричное по улице четырёхэтажное здание имеет акротеры в виде колонн, аттик с барельефом, межэтажный карниз на уровне второго этажа, замковые окна, балконы, треугольные сандрики, полуциркульные окна первого этажа и входные двери. Здание имеет сквозной проход с надписью «1958».
- Здание администрации Салавата построено в стиле эклектика. Здание в форме буквы С в плане, многоскатная крыша, здание оштукатурено. На первом этаже окна через одно оформлены прямоугольными сандриками и подоконными нишами, остальные окна оформлены с имитацией замкового камня. Здание имеет четыре колонны коринфского ордера с богатыми по отделке капителями, держащими антаблемент, имеется пара пилястр, аттик с растительным барельефом и серпом с молотом, опоясывающий венчающий карниз с сухариками, межэтажный карниз между вторым и третьи этажами. Всё здание рустовано, парадный вход оформлен полуциркульными дверями, на крыше слуховые окна. Левая часть здания имеет полуподвальные помещения. Перед зданием установлены бетонные трибуны. Часть архитектурных элементом здания выделены белым цветом. В конце 1960-х годов трибуны были временные и устанавливались перед памятником В. И. Ленину. Здание является памятником архитектуры середины XX века регионального значения.

### Памятники
- Памятник В. И. Ленину (1970 г.).
- Памятник первостроителям Салавата
- Обелиск боевой и трудовой славы.

## Интересные сведения
Постановлением Совета Министров РСФСР от 4 декабря 1974 г. N 624 (приложение № 1) памятник В. И. Ленину (скульпторы Э. Агаян, архитекторы Ю. Акимов, А. Тарантул) на площади Ленина в Салавате был отнесён к объектам исторического и культурного наследия федерального (общероссийского) значения и подлежащим государственной охране.
В соответствии с указом Президента PФ (Б. Н. Ельцин) от 05.05.97 N 452 (приложение № 2), памятник, в числе других памятников В. И. Ленину, был исключён из числа объектов исторического и культурного наследия федерального (общероссийского) значения и рекомендован для отнесения к категории памятников истории и культуры местного значения.
Обелиск боевой и трудовой славы спроектирован инженерами Мороном Н. А., Хайруллиным З. А., Сирбаевым У. Н. Художники Камин А. С., Орлов Г. Ф., Кузнецов А. Г.. Открыт 5 ноября 1967 г. на площади Космонавтов. В центре площади Космонавтов возвышается обелиск боевой и трудовой славы, высотой 33 метра. На пьедестале из гранита расположен обелиск, облицованный нержавеющей сталью, на вершине которого серп и молот. Золотом горят на его гранях звезды Героев Социалистического Труда и Советского Союза. Надписи «50 лет», «Слава героям труда» и «Слава защитникам Родины» раскрывают главное содержание памятника.